# Abbaye de Sturzelbronn
L'abbaye Sainte-Marie de Sturzelbronn est un ancien monastère cistercien situé dans la commune française de Sturzelbronn, et le département de la Moselle. Le village se situe dans le Stürzelthal, une vallée encaissée au cœur des Vosges du Nord.

## Toponymie
Anciennes mentions : Cœnobium vallis Sanctæ Mariæ (1179) ; Monasterium vallis beatæ Mariæ Virginis (1272) ; Monasterium beatæ Mariæ in Sturcelburne (1314) ; Conventus vallis Sanctæ Mariæ Sturzcelburne (1345) ; Conventus vallis Sancte Marie in Sturzelbronn (1539) ; Monasterium Scurzelbronnen (1544) ; Sturzelborn, abbaïe de l'ordre de Cisteaux (1595) ; Mariabrunn (1709).

## Historique

### Fondation de l'abbaye
Depuis La Ferté-sur-Grosne en 1113, première fille de Cîteaux, les moines s'établirent à Maizières, à Beaune en Bourgogne, en 1132, et de là, l'abbé Ortlibius et ses douze moines (le chiffre symbolique n'est pas sans évoquer les douze apôtres), s'installèrent à Sturzelbronn en 1135 et fondèrent l'abbaye du val de Sainte-Marie : Vallis Sanctae Mariae. Chaque abbaye cistercienne est dédiée à la Vierge Marie, et c'est sous l'impulsion de saint Bernard que le culte de la Vierge devient un fait majeur de la religiosité médiévale. Simon Ier, duc de Lorraine, fonde en 1135, l'abbaye de Sturzelbronn. Nous lisons dans l'Histoire de l'abbaye de Maizières : « L'abbé Paganus est réputé, après la dixième année de son administration, avoir accordé à Simon Ier duc de Lorraine et à son épouse, réclamant des moines, la faveur de construire, en vue d'en loger une douzaine, un bâtiment à Sturzelbrune dans une contrée de la Lorraine, près de l'Alsace et enfin avoir terminé sa vie l'an 1146 ».

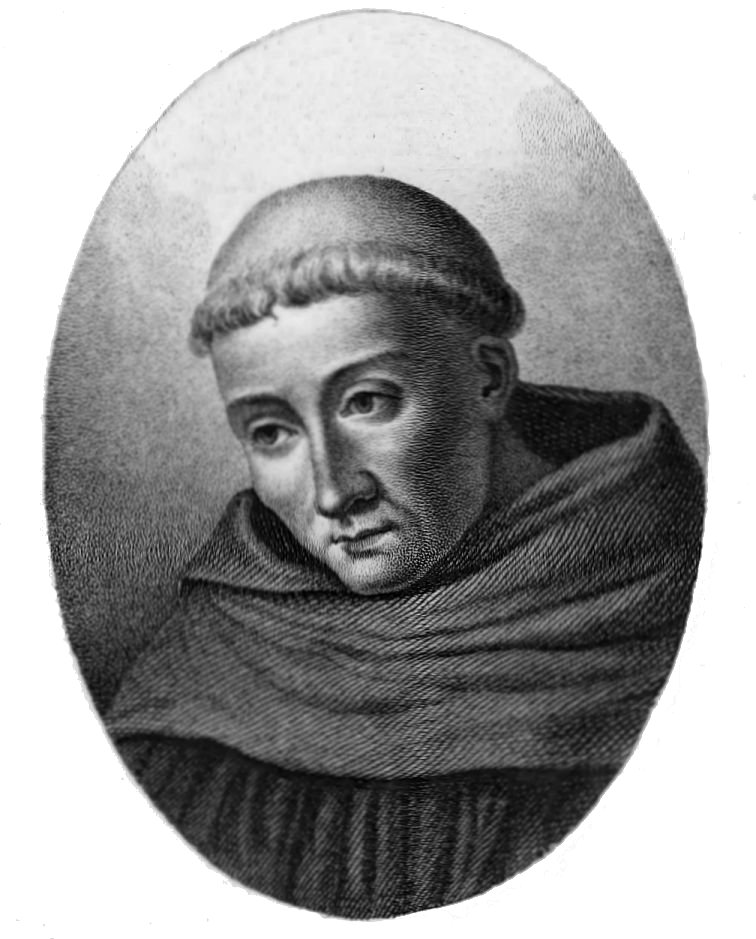
Saint Bernard.

Dans une Notice historique sur l'abbaye de la Ferté-sur Grosne nous lisons : «  Sturzelbrunn, au diocèse de Metz, dut sa fondation à Simon ou Sigismond Ier, duc de Lorraine. Ses premiers religieux vinrent de la Ferté en 1135 ». Dans les différents travaux sur Sturzelbronn, on rencontre effectivement une fois la date de 1135, et l'autre fois 1143, mentionnées comme date de fondation. Mais les dates des chartes de fondation et les dates de confirmation épiscopales ne sont pas les mêmes. L'erreur peut venir de là. Nous retiendrons la date rencontrée le plus fréquemment, soit 1135, date que l'abbé Drexler a retenue pour célébrer les huit cents ans de l'abbaye de Sturzelbronn, en installant la statue de saint Bernard au centre du village.
Simon Ier entretenait de bonnes et fréquentes relations avec saint Bernard. Sa mère a eu d'un premier mariage Lothaire, empereur de 1125 à 1137 et grand ami du saint homme. Sa femme Adélaïde est, elle aussi, une grande protectrice des cisterciens, car elle leur doit sa conversion, comme le rapporte son contemporain Guillaume : « Adélaïde, femme noble selon le siècle, mais ignoble dans sa vie. Éprouvant pour Gaufridus (un moine de l'abbaye de Clairvaux) un désir au-delà de toute mesure, elle avait été convertie par saint Bernard, qui l'a aidée à s'affranchir de la pompe royale et l'a ramenée sur le chemin de la modestie ». En 1125 est fondé l'abbaye de Tart près de Dijon, la première abbaye de moniales cisterciennes, pour accueillir les femmes des chevaliers qui se convertissent et c'est là que vint se retirer, avec deux de ses filles, la duchesse de Lorraine, Adélaïde, veuve de Simon Ier, décédé en 1138. Elle quitta l'abbaye de Tart plus tard pour fonder L'Étanche où elle vécut en simple moniale. Les ducs de Lorraine sont toujours restés les protecteurs du monastère fondé par leur ancêtre. Son fondateur, Simon Ier, y sera inhumé en 1139, après l'avoir été une première fois à Saint-Dié. Simon II en 1205, Thiébaud en 1220 et son ex-épouse Gertrude de Dabo en 1225, ainsi que d'autres nobles de la région y trouveront à leur tour leur sépulture.

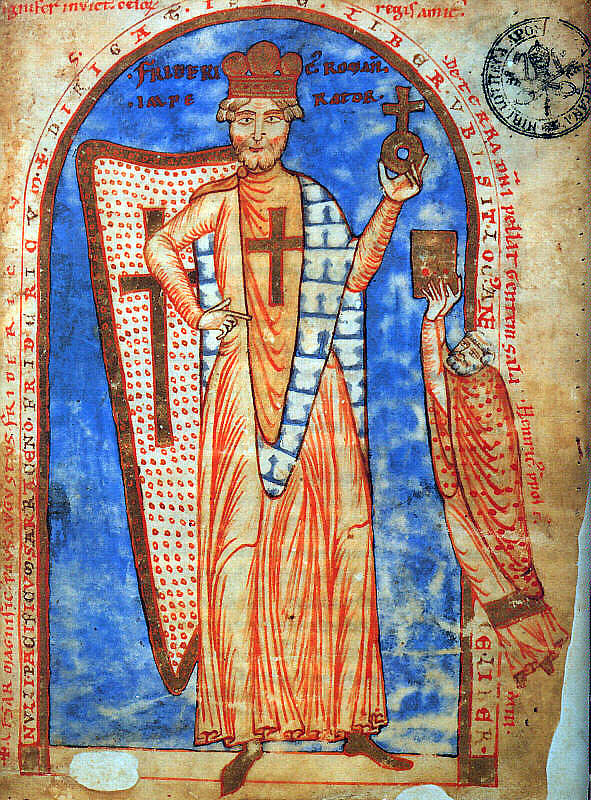
Frédéric Barberousse.

La tradition locale admet que le saint fondateur vint visiter la nouvelle colonie de Sturzelbronn. C'est en se rendant à Spire le 27 décembre 1146, pour prêcher la Seconde croisade (1145-1148), par l'ancienne voie gallo-romaine qui reliait Bitche à Wissembourg, que saint Bernard est probablement passé par Sturzelbronn. Il est probable aussi que saint Bernard se soit rendu à Haguenau pour consoler le duc d'Alsace Frédéric le Borgne, père du grand Frédéric Barberousse qui venait de partir en croisade avec son oncle, Conrad III. Problème de généalogie : Frédéric Barberousse est le père de Frédéric II

### Guerre des paysans
Dans la région de Sturzelbronn se constitue en 1525 un groupe de paysans insurgés. Quiconque désire se joindre à ce groupe doit se raser la tête, c'est pourquoi on les appelle les tondus. Cette bande pille l'abbaye de Sturzelbronn et brûle les livres de la bibliothèque, les lettres de donations, les archives et les registres des redevances. De 1524 à 1525, sous le règne du seigneur Reinhard de Zweibrücken-Bitche (1499-1532) éclate la néfaste guerre des Paysans, appelée aussi guerre des Rustauds. Exaspérés par les charges excessives (taxes, impôts, corvées), déroutés et trompés par l'annonce de la liberté de religion, les paysans d'Alsace et jusque dans le Pays de Bitche, se soulevèrent, se rassemblèrent par centaines, par milliers et dévastèrent par le feu, les châteaux, les couvents et les églises. Les thèmes du message de Luther fortifient l'espérance des paysans et exaspèrent leur colère. La liberté proclamée par Luther concerne leur âme mais ils en attendent également la fin de leur asservissement aux nobles et aux prêtres. Dans le Pays de Bitche, la révolte prend des formes de cruauté et d'excès tels que le seigneur de Bitche cherche refuge chez le duc de Lorraine Antoine Ier. Il aurait eu ces mots : " des six mille personnes qui habitent mon domaine, il n'y en a plus six qui me restent fidèles ".
L'abbaye de Sturzelbronn n'est pas épargnée du pillage et de la destruction. Les paysans veulent la suppression des dîmes. Ils brûlent les archives et détruisent les livres où sont notées les taxes à payer. Le duc de Lorraine, appelé au secours par les bourgeois de Strasbourg, étouffe cruellement cette révolte. À Saverne, plus de six mille paysans sont brûlés le 16 mai 1525. Dans un village voisin, vingt mille hommes, femmes et enfants sont massacrés. Après la défaite des paysans, le seigneur de Bitche fait enfermer les principaux meneurs, mais quelques mois plus tard, après la souscription du serment de bannissement, ils sont relâchés. En Alsace, les villes et les seigneurs passés à la Réforme hésitent à combattre les leurs. Pourtant la révolte les inquiète. Le duc Antoine de Lorraine, un catholique, les tire d'embarras. Il assiège Saverne avec trente mille mercenaires. Partout la vengeance des nobles et des couvents est impitoyable. Au total, près de trente-cinq mille paysans sont morts. Pour les survivants, c'est la fin d'un grand espoir et le retour à une oppression plus dure qu'avant.

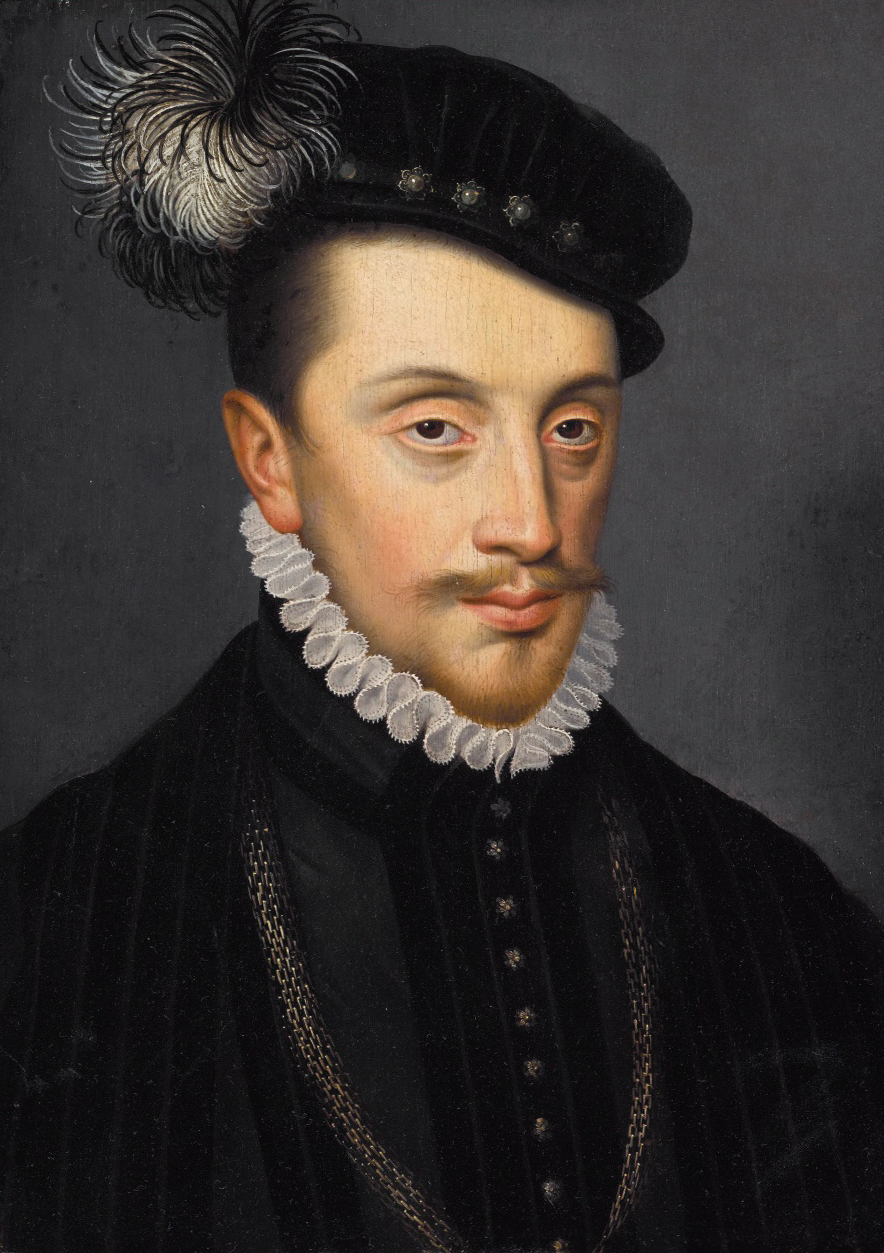
Charles III de Lorraine.

Les princes passés à la Réforme obligèrent leur peuple à embrasser la nouvelle religion ou à quitter le territoire. Ils ont pour principe que la religion du prince est aussi celle du peuple. Ainsi en 1570, le comte Philippe V de Hanau-Lichtenberg, nouveau maître protestant de Bitche fait arrêter l'abbé de Sturzelbronn, et s'empare de l'abbaye. Le duc de Lorraine Charles III sauve l'existence de l'abbaye et fait occuper tout le Pays de Bitche en 1572. Si le comte de Hanau-Lichtenberg avait réussi à mettre la main sur l'abbaye de Sturzelbronn, tous les villages et domaines incorporés à cette dernière seraient passés à la Réforme et seraient sans doute protestants aujourd'hui.

### Guerre de Trente Ans
Le conflit qui éclate à Prague en 1618, à l'occasion de l'élection par les Tchèques d'un monarque protestant, Frédéric V, semble à première vue ne pas concerner les Lorrains ni leurs voisins Alsaciens. Pourtant, dès 1621, l'un des généraux de Frédéric V, nouveau roi de Bohême, le comte Ernst von Mansfeld envahit l'Alsace et le Pays de Bitche, à la tête de son armée de mercenaires. Mansfeld installe son quartier général à Haguenau. Il se livre au pillage systématique de toute la contrée sans se heurter à la moindre résistance. En 1622, les bandes de Mansfeld s'attaquèrent à l'abbaye de Sturzelbronn. À la même époque, de violents affrontements opposent également en Allemagne les catholiques aux protestants, les catholiques étant soutenus par les Habsbourg et les protestants par la plupart des princes allemands ayant adopté la Réforme.
L'enjeu du conflit devient une hégémonie en Europe occidentale, que se disputent l'Autriche de l'empereur d'Autriche Ferdinand II et la France, toujours gouvernée par Richelieu. Les motifs religieux sont insignifiants à ce moment. La France, inquiète de la puissance montante de la maison d'Autriche, négocie, sous la pression du cardinal Richelieu, une alliance avec la Suède protestante en 1632, pour mettre en échec la suprématie des Habsbourg. Il est à noter ici que le duc de Lorraine reste fidèle à la maison impériale des Habsbourg. Le maréchal suédois Horn, à la tête d'une troupe de mercenaires recrutés dans toute l'Europe et qui n'ont de suédois que le nom, franchit le Rhin à Kehl et envahit le pays pour le soumettre en quelques mois.
En 1632, toutes les zones catholiques sont entre ses mains et subissent les exactions des mercenaires. Pour briser la résistance lorraine, Richelieu donne l'ordre d'anéantir toutes les places fortes lorraines dont Bitche. Le pays entier est livré au pillage, les maisons sont incendiées et les habitants massacrés. En 1633, l'abbaye de Sturzelbronn, détruite par les incendies, n'existe plus : seule la maisonnette du portier reste debout. À l'horreur de la guerre s'ajoutent la peste et la famine. Battus par les troupes françaises en septembre 1634, les Suédois quittent l'Alsace et la Lorraine. La guerre de Trente Ans se termine en 1648 par les traités de Westphalie, mais en Lorraine, en Alsace et dans d'autres régions rhénanes ravagées par le passage des armées, de nombreux hameaux sont totalement rayés de la carte.

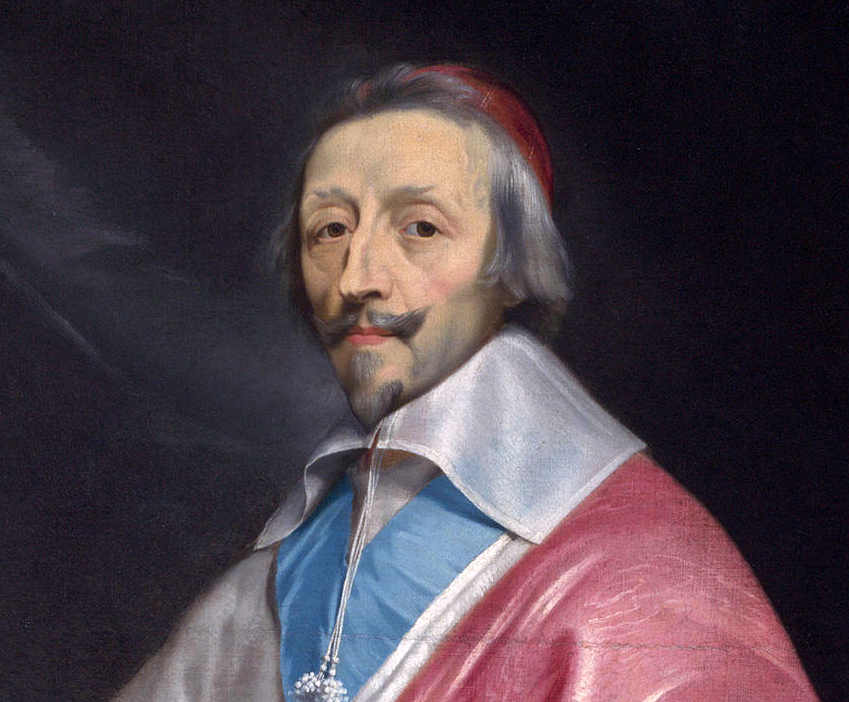
Le cardinal de Richelieu.

Après cette catastrophe, le duc de Lorraine cherche à repeupler son domaine de Bitche. Des appels, lancés de part et d'autre du Rhin, amènent des colons de Suisse et du Tyrol, pays épargnés par la guerre. Les moines reviennent à Sturzelbronn et reconstruisirent leur abbaye : la vallée de Sturzelbronn commence à revivre à partir de 1687. L'église abbatiale, détruite une première fois en 1633, est reconstruite sous les abbés Fournier, mort en 1711, et Jean-François de Mahuet (1711-1740). Partout, les moines font valoir leurs droits en délimitant leurs terres par des bornes dont certaines existent encore aujourd'hui. Ils ne peuvent pas savoir que tous leurs efforts seront à nouveau anéantis avant la fin du siècle et que la Révolution les chassera définitivement de la vallée.

### Révolution de 1789
Au moment de la Révolution française, les moines sont devenus des seigneurs de l'Ancien Régime. Ils vendent leurs produits, bénéficient de la dîme ainsi que des droits de location des censes. En 1789, les revenus de l'abbaye sont estimés à neuf mille livres. Sturzelbronn possède quatorze étangs, alevinés de truites et de carpes, alors que la Zinsel et le ruisseau de Sturzelbronn fournissent les écrevisses. L'abbaye abornait un vaste ensemble territorial englobant une soixantaine de censes. L'exploitation du domaine est articulée autour de granges d'exploitation agricole encore au nombre de vingt-et-une en 1790. Tels étaient les lieux quand est décrété par l'Assemblée Nationale Constituante, le 13 février 1790, la suppression des vœux et des ordres monastiques.
L'abbaye n'a jamais été très florissante et n'a jamais essaimé. En 1790, elle n'est occupée que par neuf religieux. Grâce à l'état des religieux fourni au comité ecclésiastique de l'Assemblée constituante, le 26 mars 1790 par le prieur, nous connaissons la liste des moines présents à l'abbaye à ce moment : " Le personnel du couvent se composait, en 1789, de neuf pères religieux, un organiste, deux cuisiniers, un boulanger, un maître de salle pour le service du réfectoire, un servant ou domestique pour le prieur ". Il n'y a plus d'abbé à Sturzelbronn depuis que l'abbé Colin de Contrisson a été rappelé par Dieu le 7 décembre 1789, à l'âge de soixante-sept ans. Restent à Sturzelbronn en 1789 :

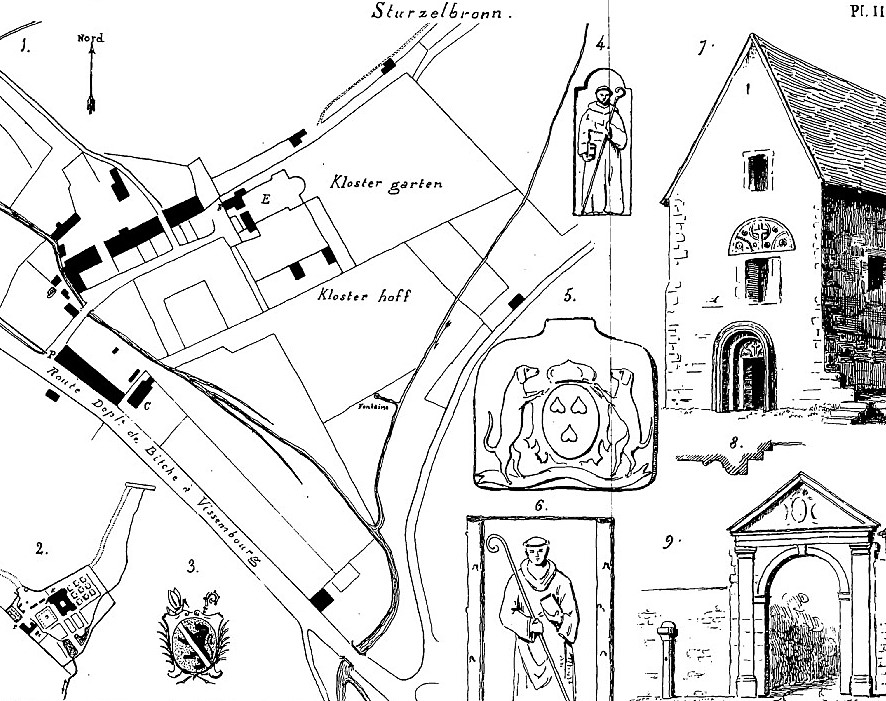
Georges Boulangé
Recherches sur les sépultures des premiers ducs de la maison de Lorraine dans l'abbaye de Sturzelbronn
dans L'Austrasie, 1854.

- Dom François-Antoine Guibert, prieur
- Dom François-Louis-Antoine Anthon, sous-prieur.
- Dom Jean-Conrad-Stanislas Cromer
- Dom Jean Jacques Krauss
- Dom Joseph-Wendelin Anthon, maître des bois
- Dom Mathias Hercule Marie Anne de Mallan
- Dom Jean Paul Feyler
- Dom Alexandre Césaire Hager
- Dom Troxler, religieux suisse, profès de saint Urbain, qui desservait la cure du village depuis mai 1782

Trois absents résidaient à ce moment à la Ferté :
- Dom Joseph Monnier
- Dom Pierre Thomasset
- Dom Jean-Antoine-Daniel Léopold Knoepfler

Jean-Nicolas Guntz est enfermé à Maresville de 1775 à 1791. En peu de temps la vague révolutionnaire va tout balayer à Sturzelbronn : le 2 novembre 1789, les propriétés ecclésiastiques sont confisquées. Ces propriétés sont déclarées biens nationaux le 17 mars 1790. Le 17 mai 1790 a lieu la première visite des autorités municipales pour faire l'inventaire des biens du monastère. L'arrêté du département du 17 juin 1791 qui fixe le nombre de maisons religieuses conservées, ne mentionne pas celle de Sturzelbronn, malgré une démarche faite en sa faveur par le district de Bitche. Le département envoie les religieux de Sturzelbronn qui veulent conserver la vie commune à Justemont. Le prince de Hesse-Darmstadt, souverain du comté de Hanau, profite de l'occasion pour imiter le gouvernement révolutionnaire français et séquestre les biens de l'abbaye situés dans ses états. L'administration du district de Bitche estime en 1791 les revenus de ces biens à 20 000 livres par an.
Dès le 31 mars 1791, le district de Bitche procède progressivement à la liquidation de l'abbaye dont un premier inventaire est fait par la municipalité de Sturzelbronn le 17 mai 1790. Les effets mobiliers de l'abbaye sont mis aux enchères à Bitche entre le 10 avril 1792 et le 12 novembre 1792. On n'a pas voulu faire ces enchères au village même qui ne peut fournir ni attirer beaucoup d'amateurs. La ville de Bitche achète pour sept-cent-soixante-huit livres l'horloge de l'abbaye, qui a six pieds de long, quatre de large et trois de haut. Les orgues vont à Sarrelouis, la chaire à Roppeviller, un confessionnal à Breidenbach, une des grosses cloches à Haspelschiedt et l'autel baroque à Loutzviller. Les boiseries du chœur se trouvent encore aujourd'hui dans l'abbatiale de Neuwiller-lès-Saverne.
De son côté, la municipalité de Sturzelbronn, qui a appris l'arrêt de suppression, entame après la délibération du 4 septembre 1791 des démarches afin de se faire attribuer l'église de l'abbaye, car l'ancienne église paroissiale ne peut contenir que le quart des paroissiens. Elle demande aussi à conserver deux des cloches de l'abbaye, tant pour appeler aux offices les habitants très dispersés que pour les rassembler en cas d'incendie dans l'une des censes ou dans les bois, ainsi qu'en cas d'attaque des bohémiens, toujours en nombre dans les forêts. Le district décide le 12 novembre 1791 que la plus forte cloche suffit à ces louables intentions et le département ratifie la décision.
Le dernier religieux, le père Joseph-Wendelin Anthon, chargé de desservir la cure de l'abbaye depuis le mois de juillet 1790, a continué son service. N'ayant pas prêté le serment voulu par la constitution civile du clergé, il part clandestinement avant le 10 septembre 1792, en raison du décret du 24 août 1792, ordonnant aux prêtres réfractaires de quitter la France dans les quinze jours, sous peine de mort. Le 21 décembre 1793, l'administration décide de faire enlever de l'église de l'abbaye la grille en fer ainsi que les ferrures inutiles à la conservation des bâtiments. Antoine Heim, cabaretier à Sturzelbronn accepte de se charger du travail de démolition, afin qu'elles soient envoyées à Metz où elles serviront à la fabrication d'armes.
La vente des bâtiments de l'abbaye n'a lieu que plus tard. Tant que les troupes défendent les frontières, ils leur servent sans doute de casernement. Une première adjudication a lieu le 4 septembre 1796. Le couvent et l'église sont mis aux enchères le 13 juillet 1798 et adjugés par lots à des bourgeois de Metz et de Sarreguemines. Les nouveaux propriétaires se hâtent de tout démonter. Le couvent est sécularisé en 1799. L'église abbatiale, vendue comme bien national, est détruite en grande partie en 1807. De ce bâtiment à transept et chœur à chevet plat a subsisté, jusqu'en 1961, la façade nord du transept, intégrée dans une maison. Au rez-de-chaussée, un portail en plein cintre permettait l'accès à l'église.

## Description et architecture

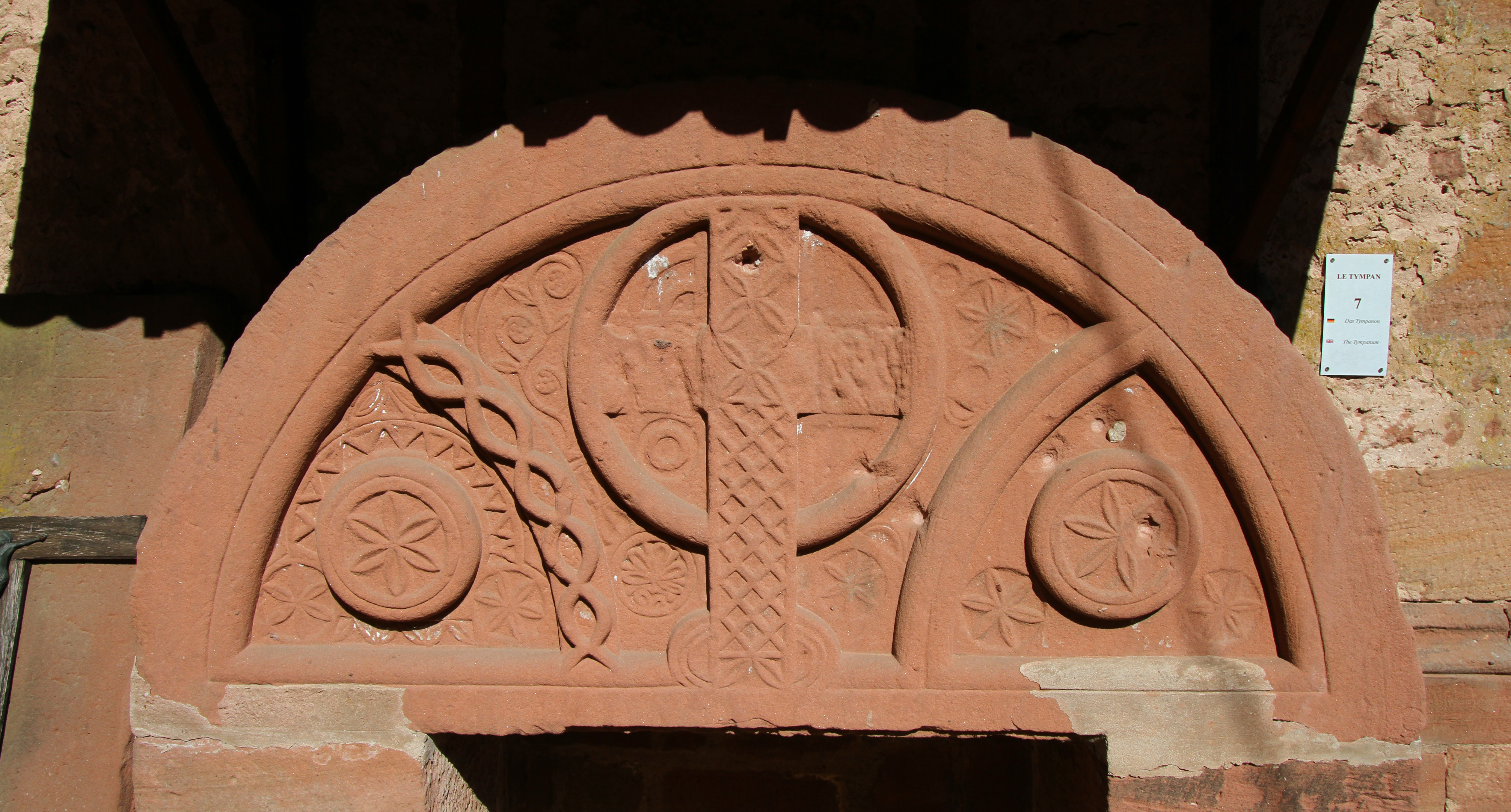
Le tympan de l'église.

Il ne subsiste aujourd'hui de l'abbaye que le portail, classé monument historique depuis le 18 novembre 1987, deux bâtiments occupés par la mairie, l'école et le presbytère, transformés au XIXe siècle, et le tympan du XIIe siècle du portail principal de l'église, remplacé dans le bras gauche du transept de l'église qui subsista jusqu'en 1961. La statue de saint Bernard érigée en 1935 dans le village et seuls les quelques vestiges rappellent au passant qu'une abbaye a existé en ces lieux.
Un essai de reconstitution des bâtiments de l'abbaye a été tenté en 1994 dans l'ouvrage L’abbaye cistercienne de Sturzelbronn par Jérôme Miceli, dont un exemplaire est disponible aux archives municipales de Sarreguemines.

## Filiation et dépendances
Sturzelbronn est fille de l'abbaye de La Ferté.

## Armoiries
Les armes de l'abbaye sont : d'argent à une Vierge de sable parti d'or et d'un lion aussi de sable avec un bâton de gueules en bandes brochant le tout.